# Immigrazione in Italia

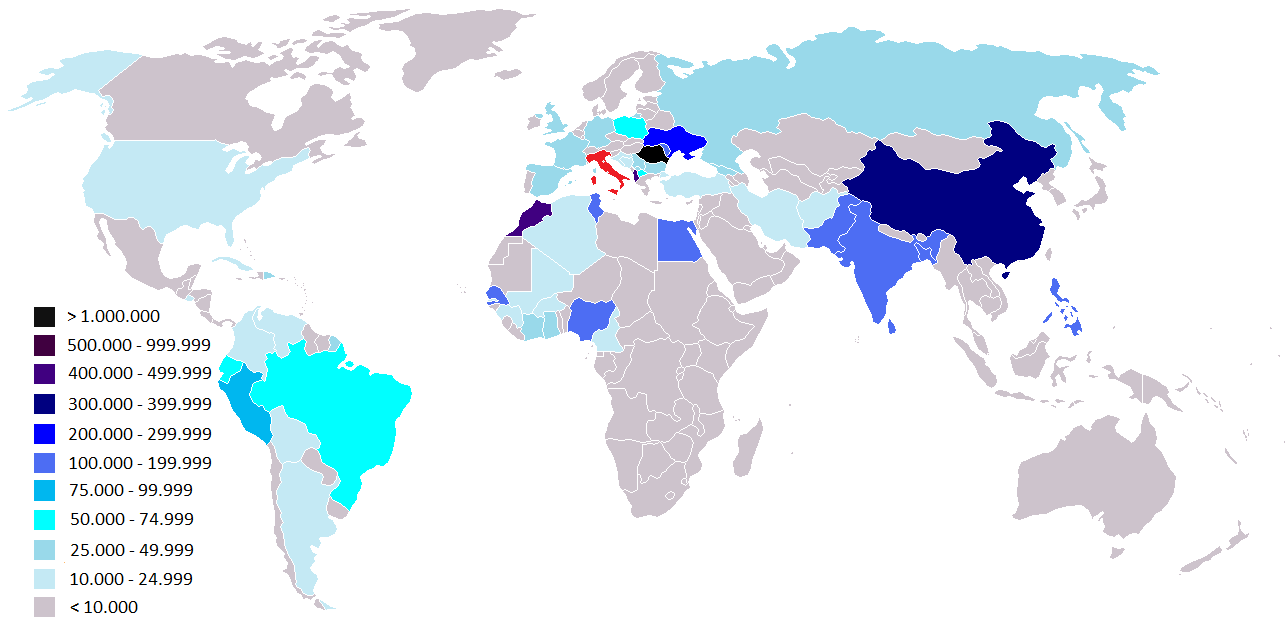
Cittadini stranieri regolarmente residenti in Italia al 1º gennaio 2024 per Paese di cittadinanza.

L'immigrazione in Italia cominciò a raggiungere dimensioni significative all'incirca dagli anni 1970, per poi diventare un fenomeno caratterizzante della demografia italiana nei primi anni del terzo millennio.
Secondo Eurostat, al 1º gennaio 2017 l'Italia era il quarto Paese dell'UE per popolazione immigrata, ovvero nata all'estero, con 6,1 milioni di immigrati, dopo Germania (12,1 milioni), Regno Unito (9,3 milioni) e Francia (8,2 milioni), appena davanti alla Spagna (6,0 milioni). Per numero di stranieri (inclusi gli apolidi) in percentuale rispetto al totale della popolazione residente, l'Italia si classificava al quattordicesimo posto (su 28) nell'Unione europea (con l'8,3% di immigrati sul totale della popolazione).

## Storia

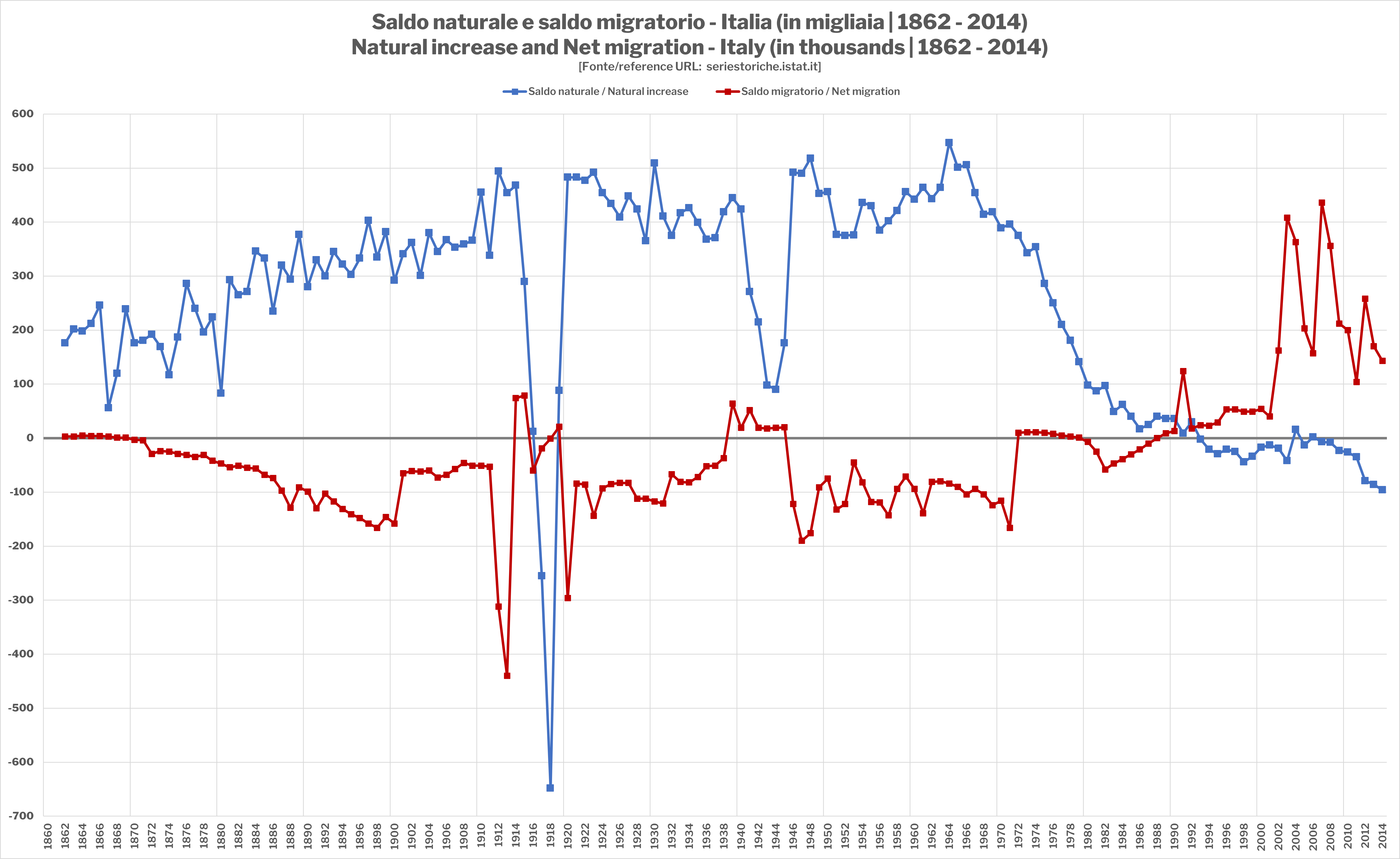
Il saldo migratorio dell'Italia (in rosso), dal 1862 ad oggi. Fonte: ISTAT.

L'Italia, per gran parte della sua storia dall'unità in poi, è stata un paese di emigrazione e si stima che tra il 1876 e il 1976 partirono oltre 24 milioni di persone (con una punta massima nel 1913 di oltre 870.000 partenze), al punto che oggi si parla di grande emigrazione o emigrazione italiana.
Per tutto questo periodo, il fenomeno dell'immigrazione era stato invece pressoché inesistente, dove si eccettuino le migrazioni dovute alle conseguenze della seconda guerra mondiale, come l'esodo istriano o il rientro degli italiani dalle ex-colonie d'Africa. Tali fenomeni tuttavia avevano un carattere episodico e non presentavano sostanziali problemi d'integrazione dal punto di vista sociale o culturale. L'Italia rimase tendenzialmente un paese dal saldo migratorio negativo; il fenomeno dell'emigrazione cominciò ad affievolirsi decisamente solo a partire dagli anni sessanta, dopo gli anni del miracolo economico.
In particolare, nel 1973, l'Italia ebbe per la prima volta un leggerissimo saldo migratorio positivo (101 ingressi ogni 100 espatri), caratteristica che sarebbe diventata costante, amplificandosi negli anni a venire. È da notare tuttavia che in tale periodo gli ingressi erano ancora in gran parte costituiti da emigranti italiani che rientravano nel Paese, piuttosto che da stranieri. Il flusso di stranieri cominciò a prendere consistenza solo verso la fine degli anni settanta, sia per la "politica delle porte aperte" praticata dall'Italia, sia per politiche più restrittive adottate da altri paesi. Nel 1981, il primo censimento Istat degli stranieri in Italia calcolava la presenza di 321.000 stranieri, di cui circa un terzo "stabili" e il rimanente "temporanei". Un anno dopo, nel 1982 veniva proposto un primo programma di regolarizzazione degli immigrati privi di documenti, mentre nel 1986 fu varata la prima legge in materia (legge 30 dicembre 1986, n. 943) con cui ci si poneva l'obiettivo di garantire ai lavoratori extracomunitari gli stessi diritti dei lavoratori italiani. Nel 1991 il numero di stranieri residenti era di fatto raddoppiato, passando a 625.000 individui.
Negli anni novanta il saldo migratorio ha continuato a crescere e, dal 1993 (anno in cui per la prima volta il saldo naturale è diventato negativo), è diventato il solo responsabile della crescita della popolazione italiana.
Nel 1990 veniva emanata la cosiddetta legge Martelli, che cercava per la prima volta di introdurre una programmazione dei flussi d'ingresso, oltre a costituire una sanatoria per quelli che si trovavano già nel territorio italiano: allo scadere dei sei mesi previsti vennero regolarizzati circa 200.000 stranieri, provenienti principalmente dal Nordafrica.
Nel 1991 l'Italia dovette anche confrontarsi con la prima "immigrazione di massa", dall'Albania (originata dal crollo del blocco orientale), risolta con accordi bilaterali. Negli anni seguenti ulteriori accordi bilaterali verranno stipulati con altri Paesi, principalmente dell'area mediterranea. Secondo dati stimati dalla Caritas, nel 1996 erano presenti in Italia 924.500 stranieri.
È del 1998 la legge Turco-Napolitano, che cercava di regolamentare ulteriormente i flussi in ingresso, cercando tra l'altro di scoraggiare l'immigrazione clandestina e istituendo, per la prima volta in Italia, i centri di permanenza temporanea per quegli stranieri "sottoposti a provvedimenti di espulsione". La materia sarà tuttavia regolamentata nuovamente nel 2002, con la cosiddetta legge Bossi-Fini, che prevede, tra l'altro, anche la possibilità dell'espulsione immediata dei clandestini da parte della forza pubblica.
Alla data del censimento della popolazione del 2001 risultavano presenti in Italia 1.334.889 stranieri, mentre le comunità maggiormente rappresentate erano quella marocchina (180.103 persone) e albanese (173.064); tale valore, nel 2005 era giunto a 1.990.159, mentre le comunità albanese e marocchina contavano, rispettivamente 316.000 e 294.000 persone.
Il cosiddetto codice dell'immigrazione, dell'asilo e della cittadinanza è formato da un insieme di direttive dell'Unione europea, leggi e decreti di recepimento, a partire dal decreto legislativo 19 novembre 2007, n. 251, dal d. lgs. 28 gennaio 2008, n. 25, e anche dalla legge 15 luglio 2009, n. 94 in merito al reato di favoreggiamento dell'immigrazione clandestina, la quale amplia la fattispecie alla promozione, direzione, organizzazione, finanziamento e trasporto, ma senza risolvere il "problema del quando", vale a dire della determinazione dell'inizio dell'attività penalmente perseguibile.

### Residenti per paese di nascita 1960-2000[10]
| Paese                | 1960   | 1970    | 1980    | 1990    | 2000    |
| -------------------- | ------ | ------- | ------- | ------- | ------- |
| Marocco              | 9.169  | 14.158  | 8.767   | 160.780 | 286.498 |
| Albania              | 12.606 | 11.306  | 12.096  | 42.821  | 275.300 |
| Romania              | 3.917  | 3.733   | 3.886   | 38.031  | 119.123 |
| Filippine            | 674    | 9.067   | 8.558   | 61.744  | 85.891  |
| Serbia e Montenegro  | 26.299 | 13.032  | 14.240  | 29.707  | 78.462  |
| Tunisia              | 2.368  | 3.656   | 43.954  | 67.184  | 75.808  |
| Cina                 | 905    | 4.177   | 1.517   | 30.469  | 75.109  |
| Germania             | 57.978 | 100.320 | 79.772  | 93.119  | 55.821  |
| Senegal              | 583    | 893     | 3.888   | 42.592  | 49.590  |
| Perù                 | 309    | 1.872   | 118     | 12.672  | 46.851  |
| Francia              | 39.400 | 82.797  | 122.819 | 65.596  | 46.629  |
| Macedonia del Nord   | 4.320  | 7.417   | 6.904   | 16.850  | 44.657  |
| Egitto               | 384    | 589     | 15.770  | 37.994  | 43.477  |
| Polonia              | 10.827 | 10.580  | 10.908  | 23.465  | 43.300  |
| India                | 639    | 1.206   | 1.370   | 8.198   | 43.249  |
| Sri Lanka            | 643    | 2.599   | 1.027   | 18.916  | 42.113  |
| Ghana                | 313    | 479     | 2.257   | 23.764  | 34.481  |
| Regno Unito          | 34.425 | 63.925  | 60.481  | 57.722  | 31.746  |
| Croazia              | 8.072  | 4.851   | 5.109   | 11.050  | 29.209  |
| Brasile              | 603    | 11.423  | 8.478   | 27.195  | 28.977  |
| Bosnia ed Erzegovina | 8.596  | 4.472   | 4.838   | 10.193  | 26.927  |
| Nigeria              | 214    | 328     | 1.576   | 11.231  | 26.868  |
| Stati Uniti          | 2.756  | 133.755 | 115.807 | 60.379  | 26.837  |
| Pakistan             | 647    | 978     | 1.419   | 6.447   | 24.846  |
| Bangladesh           | 161    | 703     | 252     | 5.134   | 23.376  |
| Svizzera             | 56.994 | 79.497  | 91.874  | 43.287  | 22.202  |
| Ecuador              | 823    | 4.952   | 315     | 1.345   | 21.819  |
| Argentina            | 458    | 17.211  | 16.981  | 34.358  | 20.311  |
| Spagna               | 29.680 | 29.109  | 29.971  | 25.830  | 19.609  |
| Rep. Dominicana      | 202    | 3.662   | 548     | 9.575   | 17.851  |
| Algeria              | 7.365  | 11.372  | 5.306   | 5.870   | 15.861  |
| Colombia             | 669    | 4.095   | 256     | 10.234  | 15.042  |
| Russia               | 1.702  | 1.545   | 1.639   | 5.742   | 14.864  |
| Ucraina              | 817    | 739     | 785     | 5.298   | 13.755  |
| Costa d'Avorio       | 212    | 324     | 1.410   | 2.273   | 12.381  |
| Cuba                 | 224    | 4.166   | 621     | 1.131   | 11.697  |
| Mauritius            | 176    | 269     | 1.176   | 9.086   | 10.572  |
| Bulgaria             | 1.179  | 1.065   | 1.132   | 2.263   | 10.434  |
| Austria              | 9.571  | 34.886  | 20.999  | 15.730  | 10.131  |
| Grecia               | 14.936 | 14.590  | 33.731  | 19.366  | 10.069  |
| Paesi Bassi          | 10.389 | 16.565  | 17.598  | 16.529  | 9.863   |
| Turchia              | 22.000 | 5.103   | 49.183  | 7.174   | 9.649   |
| Belgio               | 9.062  | 16.449  | 37.283  | 14.125  | 9.121   |
| Iran                 | 1.176  | 4.504   | 21.054  | 18.084  | 9.000   |
| Venezuela            | 10.389 | 16.565  | 17.598  | 16.529  | 8.776   |
| Giappone             | 463    | 1.746   | 1.001   | 12.481  | 7.154   |
| Somalia              | 204    | 312     | 2.682   | 10.761  | 6.864   |
| Canada               | 403    | 8.265   | 18.602  | 9.649   | 6.301   |
| Portogallo           | 32.154 | 31.526  | 32.463  | 7.167   | 5.262   |
| Australia            | 241    | 14.982  | 92      | 7.632   | 5.243   |
| Danimarca            | 3.406  | 3.325   | 68.693  | 5.264   | 2.618   |
| Liberia              | 32     | 48      | 17.771  | 323     | 213     |

## Statistiche

### Provenienza
Analizzando i Paesi di provenienza dei cittadini stranieri regolarmente residenti, si nota come negli ultimi anni ci sia stato un deciso incremento dei flussi provenienti dall'Europa orientale, che hanno superato quelli relativi ai Paesi del Nordafrica, molto forti fino agli anni novanta. Ciò è dovuto soprattutto al rapido incremento della comunità rumena in Italia, che, in particolare nel 2007, è all'incirca raddoppiata, passando da 342.000 a 625.000 persone e rappresentando quindi la principale comunità straniera in Italia. Ciò è dipeso, verosimilmente, dall'ingresso della Romania nell'Unione europea, che ha facilitato i flussi, e dall'affinità linguistica.
Un discorso a parte merita la comunità Romaní sul territorio italiano, ripartita tra Rom (più diffusa al Centro-Sud e con maggiore propensione alla sedentarizzazione) e in minor misura Sinti (soprattutto al Nord, ma con forte tendenza al nomadismo). Stime approssimative riportano 120.000 unità, di cui circa 70.000 di cittadinanza italiana.
| Paese                | 2005    | 2010    | 2015      | 2020      | 2024      | Aree con più residenti                        |
| -------------------- | ------- | ------- | --------- | --------- | --------- | --------------------------------------------- |
| Romania              | 352.992 | 726.151 | 1.131.839 | 1.145.718 | 1.073.196 | Nord Italia e Lazio                           |
| Albania              | 273.748 | 441.182 | 490.483   | 421.591   | 416.229   | Nord Italia e Centro Italia                   |
| Marocco              | 254.288 | 388.406 | 449.058   | 414.249   | 412.346   | Nord Italia                                   |
| Cina                 | 93.653  | 168.048 | 265.820   | 288.923   | 308.984   | Lombardia e Toscana                           |
| Ucraina              | 73.991  | 150.527 | 226.060   | 228.560   | 273.484   | Lombardia e Campania                          |
| Bangladesh           | 35.905  | 67.267  | 115.301   | 138.895   | 192.678   | Lazio                                         |
| India                | 54.706  | 97.246  | 147.815   | 153.209   | 170.880   | Lombardia                                     |
| Egitto               | 44.701  | 58.587  | 103.713   | 128.095   | 161.551   | Lombardia                                     |
| Pakistan             | 34.379  | 57.808  | 96.207    | 121.609   | 159.332   | Lombardia                                     |
| Filippine            | 77.304  | 112.642 | 168.238   | 157.665   | 156.642   | Lombardia e Lazio                             |
| Nigeria              | 27.397  | 41.486  | 71.158    | 113.049   | 128.487   | Nord Italia                                   |
| Senegal              | 46.294  | 63.883  | 94.030    | 106.198   | 115.047   | Lombardia                                     |
| Sri Lanka            | 42.322  | 61.955  | 100.558   | 107.598   | 110.532   | Lombardia                                     |
| Tunisia              | 61.244  | 80.538  | 96.012    | 93.350    | 110.395   | Lombardia, Emilia-Romagna e Sicilia           |
| Perù                 | 49.074  | 80.455  | 109.668   | 91.662    | 105.265   | Lombardia                                     |
| Moldavia             | 47.819  | 99.867  | 147.388   | 118.516   | 102.667   | Veneto ed Emilia-Romagna                      |
| Polonia              | 47.423  | 81.594  | 98.694    | 86.743    | 73.320    | Lazio                                         |
| Ecuador              | 35.101  | 73.862  | 91.259    | 72.644    | 59.394    | Liguria e Lombardia                           |
| Brasile              | 24.275  | 34.505  | 42.587    | 51.790    | 51.918    | Lombardia                                     |
| Macedonia del Nord   | 53.894  | 69.208  | 77.703    | 55.816    | 49.366    | Veneto                                        |
| Bulgaria             | 19.513  | 35.818  | 56.576    | 56.645    | 48.659    | Lombardia, Lazio e Campania                   |
| Ghana                | 29.402  | 41.127  | 50.414    | 49.543    | 46.529    | Emilia-Romagna                                |
| Russia               | 16.864  | 23.808  | 35.211    | 37.424    | 41.631    | Lombardia                                     |
| Kosovo               | 19.916  | 35.289  | 45.336    | 38.645    | 36.046    | Lombardia e Veneto                            |
| Germania             | 33.524  | 35.681  | 36.749    | 35.316    | 35.104    | Lombardia e Trentino-Alto Adige               |
| Georgia              | 2.425   | 2.403   | 13.688    | 15.667    | 33.674    | Toscana e Puglia                              |
| Costa d'Avorio       | 12.160  | 19.196  | 25.362    | 30.038    | 31.816    | Lombardia                                     |
| Francia              | 26.611  | 25.217  | 27.696    | 29.721    | 30.896    | Lombardia                                     |
| Rep. Dominicana      | 14.448  | 21.263  | 28.804    | 29.111    | 29.791    | Liguria e Lombardia                           |
| Serbia               | 19.579  | 37.289  | 41.562    | 33.322    | 29.679    | Veneto                                        |
| Spagna               | 12.830  | 14.443  | 21.286    | 25.954    | 28.932    | Lombardia e Lazio                             |
| Regno Unito          | 20.084  | 22.563  | 25.864    | 29.654    | 26.202    | Lombardia, Toscana e Lazio                    |
| Gambia               | 1.085   | 807     | 3.271     | 21.336    | 24.779    | Lombardia, Puglia e Sicilia                   |
| Cuba                 | 9.977   | 14.956  | 19.999    | 22.311    | 24.756    | Lombardia e Lazio                             |
| El Salvador          | 5.060   | 7.599   | 12.973    | 16.270    | 24.349    | Lombardia                                     |
| Mali                 | 1.010   | 989     | 6.098     | 19.350    | 23.233    | Piemonte, Lombardia, Lazio, Campania e Puglia |
| Colombia             | 11.564  | 16.261  | 18.956    | 18.053    | 23.155    | Nord Italia e Lazio                           |
| Turchia              | 8.931   | 14.981  | 19.450    | 19.168    | 21.611    | Lombardia                                     |
| Iran                 | 5.681   | 5.877   | 9.813     | 12.866    | 19.887    | Lombardia                                     |
| Bosnia ed Erzegovina | 24.600  | 26.850  | 29.442    | 21.911    | 19.577    | Veneto                                        |
| Algeria              | 13.678  | 20.433  | 22.679    | 18.468    | 19.142    | Lombardia e Campania                          |
| Afghanistan          | 1.257   | 2.863   | 7.654     | 11.121    | 17.642    | Lombardia e Lazio                             |
| Burkina Faso         | 5.974   | 11.119  | 14.939    | 13.979    | 16.768    | Lombardia, Veneto, Emilia-Romagna e Campania  |
| Camerun              | 4.314   | 7.438   | 12.298    | 15.329    | 16.570    | Lombardia e Emilia-Romagna                    |
| Stati Uniti          | 14.028  | 13.112  | 14.145    | 15.393    | 16.534    | Lombardia, Toscana e Lazio                    |
| Croazia              | 21.457  | 17.332  | 17.375    | 16.285    | 15.349    | Veneto e Friuli-Venezia Giulia                |
| Argentina            | 10.866  | 9.567   | 9.053     | 9.117     | 15.342    | Nord Ovest, Lazio, Calabria e Sicilia         |
| Venezuela            | 5.010   | 5.017   | 5.642     | 10.316    | 15.003    | Nord Italia, Lazio, Abruzzo e Campania        |
| Guinea               | 1.801   | 2.713   | 4.490     | 12.213    | 13.670    | Lombardia                                     |
| Bolivia              | 4.418   | 7.853   | 14.568    | 13.141    | 12.478    | Lombardia                                     |
| Svizzera             | 11.420  | 9.013   | 7.507     | 7.703     | 7.794     | Lombardia                                     |
| Eritrea              | 5.690   | 8.085   | 10.247    | 8.035     | 6.120     | Lazio                                         |

### Residenti per paese di nascita[12]
| Paese                | 2005    | 2010    | 2015    | 2020    | 2024    | Aree con più residenti                        |
| -------------------- | ------- | ------- | ------- | ------- | ------- | --------------------------------------------- |
| Romania              | 356.574 | 746.557 | 932.244 | 979.057 | 898.293 | Nord Italia e Lazio                           |
| Albania              | 250.454 | 378.877 | 408.072 | 478.267 | 557.064 | Nord Italia e Centro Italia                   |
| Marocco              | 224.064 | 336.019 | 388.572 | 442.430 | 489.033 | Nord Italia                                   |
| Ucraina              | 75.811  | 164.472 | 206.392 | 238.705 | 297.032 | Lombardia e Campania                          |
| Cina                 | 77.458  | 135.592 | 185.850 | 222.408 | 236.861 | Lombardia e Toscana                           |
| Moldavia             | 50.217  | 117.637 | 153.699 | 193.809 | 216.211 | Veneto ed Emilia-Romagna                      |
| Germania             | 198.088 | 205.817 | 202.843 | 204.692 | 203.891 | Sud Italia e Sicilia                          |
| India                | 54.749  | 94.528  | 124.949 | 160.568 | 190.338 | Lombardia                                     |
| Svizzera             | 193.522 | 193.274 | 190.036 | 190.096 | 188.221 | Sud Italia                                    |
| Bangladesh           | 32.328  | 59.688  | 90.702  | 129.527 | 188.171 | Lazio                                         |
| Egitto               | 51.034  | 73.124  | 99.711  | 127.485 | 170.028 | Lombardia                                     |
| Pakistan             | 31.426  | 55.916  | 80.200  | 121.499 | 162.413 | Lombardia                                     |
| Filippine            | 68.359  | 99.010  | 128.315 | 141.644 | 147.284 | Lombardia e Lazio                             |
| Brasile              | 56.923  | 82.246  | 94.853  | 140.711 | 141.085 | Lombardia                                     |
| Perù                 | 53.061  | 85.908  | 104.314 | 112.019 | 135.830 | Lombardia                                     |
| Tunisia              | 70.217  | 88.509  | 96.028  | 105.711 | 128.853 | Lombardia, Emilia-Romagna e Sicilia           |
| Senegal              | 42.896  | 62.617  | 79.531  | 109.667 | 126.971 | Lombardia                                     |
| Francia              | 128.493 | 127.869 | 125.231 | 124.324 | 119.773 | Nord Ovest                                    |
| Nigeria              | 24.794  | 38.153  | 52.762  | 97.829  | 106.109 | Nord Italia                                   |
| Argentina            | 56.737  | 66.173  | 66.974  | 74.383  | 102.855 | Nord Ovest                                    |
| Sri Lanka            | 37.165  | 57.961  | 78.075  | 91.698  | 95.992  | Lombardia                                     |
| Polonia              | 56.678  | 94.225  | 105.646 | 105.665 | 94.947  | Lazio                                         |
| Russia               | 32.360  | 55.613  | 71.600  | 79.909  | 87.936  | Lombardia                                     |
| Ecuador              | 34.948  | 65.888  | 77.735  | 78.801  | 80.462  | Liguria e Lombardia                           |
| Macedonia del Nord   | 51.175  | 66.930  | 67.270  | 72.617  | 72.388  | Veneto                                        |
| Regno Unito          | 52.597  | 57.478  | 59.545  | 66.962  | 68.185  | Lombardia, Toscana e Lazio                    |
| Venezuela            | 38.665  | 44.186  | 46.800  | 61.652  | 66.190  | Sud Italia                                    |
| Stati Uniti          | 48.833  | 49.180  | 50.001  | 53.182  | 53.855  | Lombardia, Toscana, Lazio e Campania          |
| Rep. Dominicana      | 20.456  | 31.170  | 39.897  | 47.690  | 51.105  | Liguria e Lombardia                           |
| Bulgaria             | 22.572  | 42.154  | 53.933  | 57.968  | 50.959  | Lombardia, Lazio e Campania                   |
| Ghana                | 24.569  | 34.444  | 41.233  | 51.155  | 49.078  | Emilia-Romagna                                |
| Colombia             | 21.064  | 30.770  | 36.334  | 41.137  | 48.352  | Nord Italia e Lazio                           |
| Kosovo               | 20.672  | 33.744  | 38.002  | 43.561  | 44.637  | Lombardia e Veneto                            |
| Belgio               | 43.072  | 44.094  | 44.047  | 44.889  | 44.350  | Lombardia, Veneto e Sicilia                   |
| Cuba                 | 14.460  | 24.391  | 31.797  | 38.367  | 42.660  | Lombardia e Lazio                             |
| Costa d'Avorio       | 11.309  | 17.861  | 22.718  | 34.169  | 37.343  | Lombardia                                     |
| Spagna               | 21.251  | 24.101  | 29.015  | 34.617  | 36.926  | Lombardia e Lazio                             |
| Serbia               | 20.917  | 37.104  | 39.478  | 28.768  | 34.432  | Veneto                                        |
| Georgia              | 2.566   | 6.166   | 11.825  | 15.546  | 33.393  | Toscana e Puglia                              |
| Libia                | 36.602  | 35.307  | 33.960  | 33.066  | 30.086  | Lazio                                         |
| Bosnia ed Erzegovina | 25.070  | 28.626  | 27.773  | 33.163  | 29.588  | Veneto                                        |
| Iran                 | 8.028   | 9.834   | 13.562  | 18.714  | 26.415  | Lombardia                                     |
| Etiopia              | 16.565  | 22.923  | 26.364  | 27.709  | 25.929  | Lazio                                         |
| El Salvador          | 5.769   | 8.425   | 12.071  | 16.682  | 24.361  | Lombardia                                     |
| Canada               | 23.524  | 24.058  | 24.137  | 24.619  | 24.343  | Sud Italia                                    |
| Gambia               | 987     | 1.128   | 3.091   | 21.261  | 24.251  | Lombardia, Puglia e Sicilia                   |
| Turchia              | 10.759  | 15.594  | 18.129  | 19.913  | 23.764  | Lombardia                                     |
| Algeria              | 14.422  | 18.804  | 20.558  | 21.488  | 23.707  | Lombardia e Campania                          |
| Croazia              | 71.829  | 52.390  | 40.882  | 25.142  | 22.624  | Veneto e Friuli-Venezia Giulia                |
| Mali                 | 938     | 1.289   | 5.232   | 18.846  | 22.520  | Piemonte, Lombardia, Lazio, Campania e Puglia |
| Australia            | 17.980  | 18.548  | 18.959  | 19.588  | 19.185  | Veneto e Lazio                                |
| Burkina Faso         | 4.804   | 8.423   | 10.722  | 13.560  | 18.012  | Lombardia, Veneto, Emilia-Romagna e Campania  |
| Afghanistan          | 1.348   | 3.045   | 6.513   | 10.896  | 17.275  | Lombardia e Lazio                             |
| Camerun              | 4.156   | 7.393   | 10.474  | 15.220  | 16.886  | Lombardia e Emilia-Romagna                    |
| Grecia               | 14.470  | 14.856  | 15.367  | 16.556  | 16.313  | Lombardia                                     |
| Bolivia              | 5.710   | 10.885  | 14.224  | 14.785  | 15.228  | Lombardia                                     |
| Austria              | 16.312  | 15.977  | 15.017  | 15.132  | 15.018  | Trentino-Alto Adige                           |
| Bielorussia          | 4.298   | 7.934   | 10.508  | 13.155  | 14.906  | Lombardia                                     |
| Guinea               | 1.607   | 2.553   | 3.697   | 12.298  | 13.817  | Lombardia                                     |
| Paesi Bassi          | 10.362  | 11.527  | 11.895  | 12.808  | 13.778  | Lombardia                                     |
| Cile                 | 9.620   | 10.926  | 11.626  | 12.466  | 13.490  | Nord Ovest                                    |
| Ungheria             | 7.811   | 10.535  | 11.973  | 12.872  | 13.269  | Lombardia                                     |
| Somalia              | 7.215   | 8.539   | 10.580  | 12.110  | 12.635  | Lazio                                         |
| Thailandia           | 5.152   | 7.542   | 9.109   | 11.142  | 11.727  | Lombardia                                     |
| Messico              | 5.002   | 6.472   | 7.931   | 9.997   | 11.545  | Lombardia e Lazio                             |
| Slovacchia           | 5.140   | 8.729   | 9.987   | 10.390  | 10.887  | Trentino-Alto Adige                           |
| Eritrea              | 12.102  | 12.107  | 13.049  | 11.055  | 9.554   | Lazio                                         |
| Slovenia             | 20.738  | 18.412  | 16.200  | 5.818   | 6.976   | Friuli-Venezia Giulia                         |

### Divisione per continente
La seguente tabella riporta i continenti d'origine della popolazione straniera residente in Italia al 31 dicembre 2022:
| Continente                               | Popolazione | Quota del totale* |
| ---------------------------------------- | ----------- | ----------------- |
| Africa                                   | 1 240 012   | 2,062%            |
| Asia                                     | 1 007 556   | 1,674%            |
| America                                  | 380 146     | 0,632%            |
| Oceania                                  | 2 236       | 0,003%            |
| * % sulla popolazione totale dell'Italia |             |                   |

### Evoluzione
| Anno | Stranieri residenti | Naturalizzazioni |
| ---- | ------------------- | ---------------- |
| 2001 | 1 334 889           | 10.401           |
| 2002 | 1 341 209           | 12 258           |
| 2003 | 1 464 663           | 17 183           |
| 2004 | 1 854 748           | 19 123           |
| 2005 | 2 210 478           | 28 643           |
| 2006 | 2 419 483           | 34 260           |
| 2007 | 2 592 950           | 45 459           |
| 2008 | 3 023 317           | 53 679           |
| 2009 | 3 402 435           | 59 362           |
| 2010 | 3 648 128           | 65 932           |
| 2011 | 3 879 224           | 56 147           |
| 2012 | 4 052 081           | 65 183           |
| 2013 | 4 387 721           | 100 712          |
| 2014 | 4 922 085           | 129 887          |
| 2015 | 5 014 437           | 178 035          |
| 2016 | 5 026 153           | 201 591          |
| 2017 | 5 047 028           | 146 605          |
| 2018 | 5 144 440           | 112 523          |
| 2019 | 4 996 158           | 127.001          |
| 2020 | 5 039 637           | 131.803          |
| 2021 | 5 171 894           | 121.457          |
| 2022 | 5 030 716           | 213.716          |
| 2023 | 5 141 341           | 213.567          |
| 2024 | 5 253 658           | 217.000          |
| 2025 | 5.422.000           |                  |

Secondo i dati Istat relativi al bilancio demografico nazionale, alla data del 31 dicembre 2020, risultavano regolarmente residenti in Italia 5.171.894 cittadini stranieri, pari all'8,45% della popolazione residente totale (59.641.488 individui), praticamente invariati rispetto all'anno precedente (+0,87%, pari a 43.479 individui).
L'incremento nel corso degli anni della popolazione straniera residente è dovuto sia a un saldo migratorio positivo tra immigrati ed emigrati, sia a un saldo naturale positivo tra nati e morti: per quanto riguarda il primo, i nuovi arrivi di immigrati stranieri dall'estero sono in calo da alcuni anni (da 530.456 nel corso del 2007 a 250.026 nel corso del 2015), ma continuano a superare gli stranieri emigrati (44.696 nel 2015); per quanto riguarda il saldo naturale, nel corso del 2015 ci sono stati 72.096 nati stranieri (il 14,8% dei nati, anch'essi in diminuzione rispetto ai due anni precedenti) contro 6.497 morti.
È da notare che il dato complessivo dei cittadini stranieri presenti nel territorio nazionale è stato corretto al ribasso in seguito al censimento generale ISTAT del 2011 della popolazione italiana, secondo il quale risultavano presenti 4.029.145 stranieri (6,8% della popolazione) alla data del 9 ottobre 2011, valore triplicato rispetto a quello del precedente censimento dell'ottobre del 2001, quando i cittadini stranieri risultavano essere 1.334.889 (2,3%). La differenza rispetto al dato proveniente dalle anagrafi, già riscontrata per tutti i dati demografici anche nei precedenti censimenti, dipende generalmente da errori o mancanze nell'aggiornamento delle anagrafi comunali nei dieci anni che intercorrono tra un censimento e l'altro.
I dati sui cittadini stranieri residenti non includono gli stranieri naturalizzati italiani e i cittadini stranieri irregolari. Secondo il censimento della popolazione del 2011, gli stranieri naturalizzati italiani erano 607.394. Le acquisizioni di cittadinanza sono in costante aumento, da 4.158 nel 1991, a 10.401 nel 2001, a 65.383 nel 2012, fino a 178.035 nel 2015 (+37% rispetto al 2014). A titolo di paragone, si consideri che nel 2014 le acquisizioni di cittadinanza in Italia (129.000) sono state, in numeri assoluti, meno che in Spagna (206.000) ma più o meno in linea con quelle registrate in Germania (111.000), Francia (106.000) e Regno Unito (126.000). Tra coloro che hanno acquisito la cittadinanza italiana nel 2015, il 20% era precedentemente cittadino albanese e il 18% marocchino, ovvero apparteneva a due comunità straniere di più antico insediamento in Italia. Al 31 dicembre 2023 si stimano circa 1 milione 912mila residenti italiani di origine straniera, di questi 1 milione 625 mila dei quali (circa l’85%) sono cittadini di origine non comunitaria.

### Distribuzione
La distribuzione dei cittadini stranieri sul territorio italiano è disomogenea: nel Nord-ovest risiede il 34,1% degli stranieri, nel Nord-est il 24,6%, nel Centro il 24,6%, al Sud l'11,9% e nelle Isole il 4,7%. Nella sola Regione Lombardia, la popolazione straniera è superiore al numero totale degli residenti stranieri nel Sud e nelle Isole.

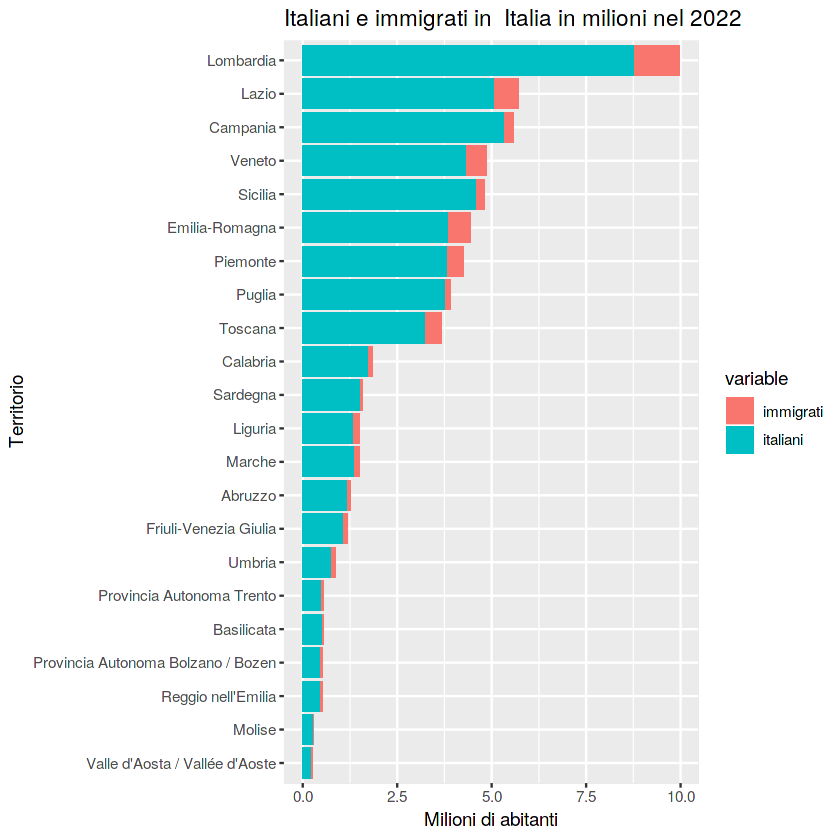
[https://www.kaggle.com/gianlab/gli-immigrati-in-italia-dati-istat?scriptVersionId=16735428 Analisi statistica dell'immigrazione in Italia nel 2022 con dati Istat

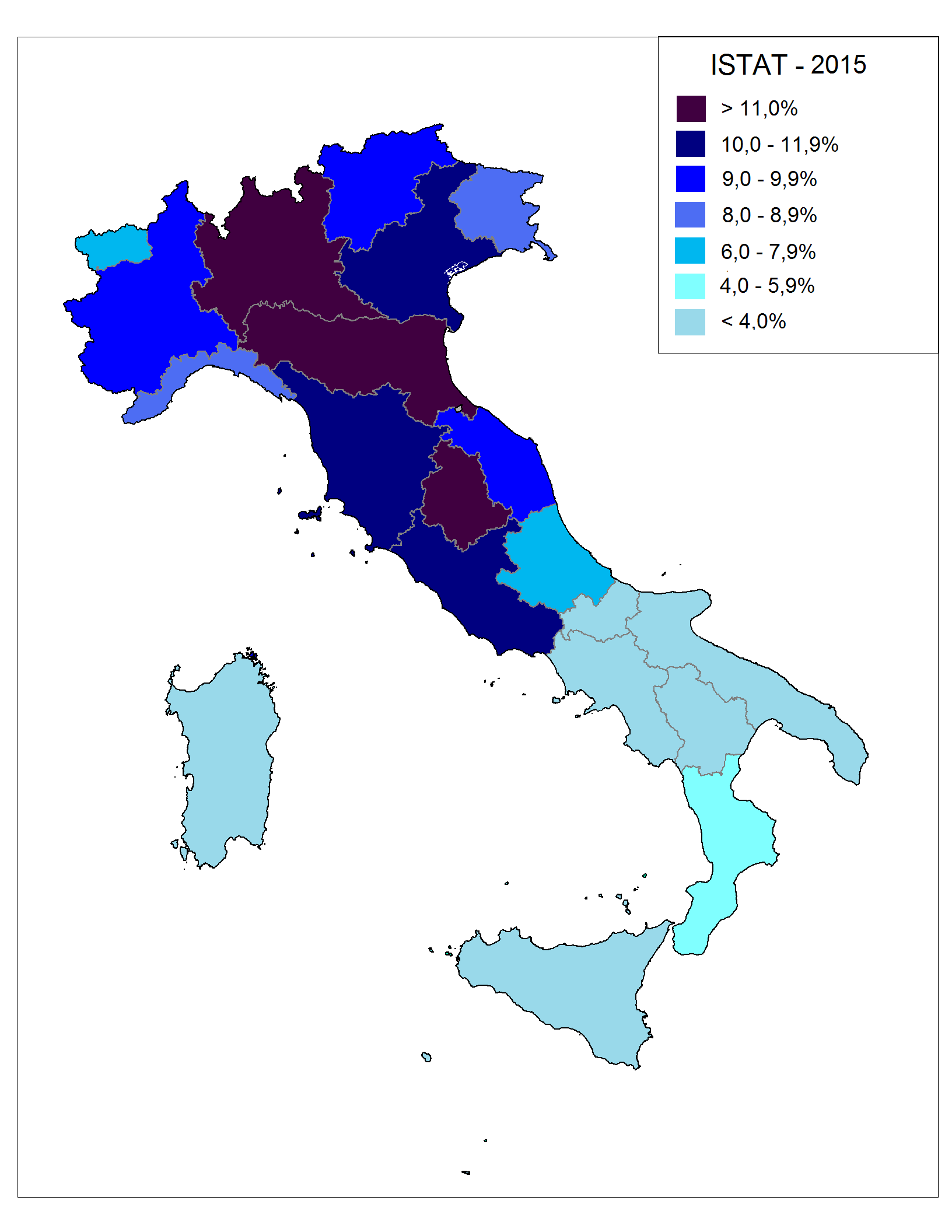
Percentuale di stranieri sul totale della popolazione regionale nel 2015

Province italiane con maggiore popolazione di stranieri residenti, al 1º gennaio 2023: 
| Provincia / Città metropolitana | Regione        | Popolazione straniera residente | Percentuale sul totale della popolazione |
| ------------------------------- | -------------- | ------------------------------- | ---------------------------------------- |
| Città metropolitana di Roma     | Lazio          | 511.332                         | 12,1%                                    |
| Città metropolitana di Milano   | Lombardia      | 475.171                         | 14,7%                                    |
| Città metropolitana di Torino   | Piemonte       | 214.860                         | 9,7%                                     |
| Provincia di Brescia            | Lombardia      | 150.383                         | 12%                                      |
| Città metropolitana di Firenze  | Toscana        | 128.290                         | 13%                                      |
| Città metropolitana di Napoli   | Campania       | 127.154                         | 4,3%                                     |
| Città metropolitana di Bologna  | Emilia-Romagna | 122.204                         | 12,1%                                    |
| Provincia di Bergamo            | Lombardia      | 120.821                         | 10,9%                                    |
| Provincia di Verona             | Veneto         | 111.175                         | 12%                                      |
| Provincia di Padova             | Veneto         | 96.639                          | 10,4%                                    |

I capoluoghi di provincia italiani con maggiore presenza di stranieri residenti, al 1º gennaio 2023:
| Capoluogo di provincia | Regione               | Popolazione straniera residente | Percentuale sul totale della popolazione |
| ---------------------- | --------------------- | ------------------------------- | ---------------------------------------- |
| Roma                   | Lazio                 | 347.758                         | 12,6%                                    |
| Milano                 | Lombardia             | 301.149                         | 21,2%                                    |
| Torino                 | Piemonte              | 127.836                         | 15,1%                                    |
| Genova                 | Liguria               | 60.544                          | 10,8%                                    |
| Napoli                 | Campania              | 56.153                          | 6,1%                                     |
| Firenze                | Toscana               | 54.970                          | 15,2%                                    |
| Prato                  | Toscana               | 48.277                          | 24,6%                                    |
| Venezia                | Veneto                | 39.025                          | 15,6%                                    |
| Verona                 | Veneto                | 38.333                          | 15,0%                                    |
| Brescia                | Lombardia             | 37.721                          | 19,1%                                    |
| Parma                  | Emilia-Romagna        | 34.294                          | 17,4%                                    |
| Padova                 | Veneto                | 33.634                          | 16,2%                                    |
| Reggio nell'Emilia     | Emilia-Romagna        | 28.474                          | 16,7%                                    |
| Modena                 | Emilia-Romagna        | 28.438                          | 15,4%                                    |
| Palermo                | Sicilia               | 24.749                          | 3,9%                                     |
| Trieste                | Friuli-Venezia Giulia | 22.878                          | 11,5%                                    |
| Perugia                | Umbria                | 20.548                          | 12,7%                                    |
| Piacenza               | Emilia-Romagna        | 19.669                          | 19,1%                                    |
| Rimini                 | Emilia-Romagna        | 19.618                          | 13,1%                                    |
| Bergamo                | Lombardia             | 19.255                          | 16,1%                                    |

I capoluoghi di provincia italiani con la più alta percentuale (superiore al 15%) di stranieri residenti sul totale della popolazione, al 1º gennaio 2023:
| Capoluogo di provincia | Regione               | Percentuale di stranieri residenti sul totale della popolazione |
| ---------------------- | --------------------- | --------------------------------------------------------------- |
| Prato                  | Toscana               | 24,6%                                                           |
| Milano                 | Lombardia             | 21,2%                                                           |
| Piacenza               | Emilia-Romagna        | 19,1%                                                           |
| Brescia                | Lombardia             | 19,1%                                                           |
| Parma                  | Emilia-Romagna        | 17,4%                                                           |
| Reggio nell'Emilia     | Emilia-Romagna        | 16,7%                                                           |
| Padova                 | Veneto                | 16,2%                                                           |
| Mantova                | Lombardia             | 16,2%                                                           |
| Bergamo                | Lombardia             | 16,1%                                                           |
| Imperia                | Liguria               | 16,0%                                                           |
| Alessandria            | Piemonte              | 15,9%                                                           |
| Vicenza                | Veneto                | 15,6%                                                           |
| Venezia                | Veneto                | 15,6%                                                           |
| Cremona                | Lombardia             | 15,5%                                                           |
| Modena                 | Emilia-Romagna        | 15,4%                                                           |
| Bologna                | Emilia-Romagna        | 15,2%                                                           |
| Firenze                | Toscana               | 15,2%                                                           |
| Novara                 | Piemonte              | 15,1%                                                           |
| Torino                 | Piemonte              | 15,1%                                                           |
| Pordenone              | Friuli-Venezia Giulia | 15,0%                                                           |

I ventuno comuni italiani con la più alta percentuale di stranieri residenti sul totale della popolazione, al 1º gennaio 2023:
| Comune                 | Provincia / Città metropolitana     | Regione               | Percentuale di stranieri residenti sul totale della popolazione | Paese di provenienza della maggioranza degli stranieri residenti |
| ---------------------- | ----------------------------------- | --------------------- | --------------------------------------------------------------- | ---------------------------------------------------------------- |
| Baranzate              | Città metropolitana di Milano       | Lombardia             | 36,7%                                                           | Egitto (21,2%)                                                   |
| Bajardo                | Provincia di Imperia                | Liguria               | 35,3%                                                           | Pakistan (22,2%)                                                 |
| Rocca de' Giorgi       | Provincia di Pavia                  | Lombardia             | 34,0%                                                           | Romania (58,8%)                                                  |
| Lucinasco              | Provincia di Imperia                | Liguria               | 32,0%                                                           | Albania (52,6%)                                                  |
| Airole                 | Provincia di Imperia                | Liguria               | 31,4%                                                           | Paesi Bassi (32,2%)                                              |
| Monfalcone             | Provincia di Gorizia                | Friuli-Venezia Giulia | 30,4%                                                           | Bangladesh (52,3%)                                               |
| Montieri               | Provincia di Grosseto               | Toscana               | 30,0%                                                           | Macedonia del Nord (55,7%)                                       |
| Campione d'Italia      | Provincia di Como                   | Lombardia             | 30,0%                                                           | Russia (46,4)                                                    |
| Acate                  | Libero consorzio comunale di Ragusa | Sicilia               | 29,7%                                                           | Romania (46,8%)                                                  |
| Fortezza/Franzensfeste | Provincia autonoma di Bolzano       | Trentino-Alto Adige   | 28,5%                                                           | Pakistan (14,6%)                                                 |
| Monticiano             | Provincia di Siena                  | Toscana               | 27,8%                                                           | Macedonia del Nord (40,9%)                                       |
| Colleretto Castelnuovo | Città metropolitana di Torino       | Piemonte              | 27,3%                                                           | Romania (42,7%)                                                  |
| Monterotondo Marittimo | Provincia di Grosseto               | Toscana               | 26,3%                                                           | Macedonia del Nord (78,1%)                                       |
| Pragelato              | Città metropolitana di Torino       | Piemonte              | 25,9%                                                           | Romania (86,4%)                                                  |
| Borgoratto Mormorolo   | Provincia di Pavia                  | Lombardia             | 25,6%                                                           | Romania (74,3%)                                                  |
| Castel del Monte       | Provincia dell'Aquila               | Abruzzo               | 25,3%                                                           | Romania (24,5%)                                                  |
| Verdellino             | Provincia di Bergamo                | Lombardia             | 24,8%                                                           | Senegal (22,3%)                                                  |
| Pornassio              | Provincia di Imperia                | Liguria               | 24,8%                                                           | Marocco (17,4%)                                                  |
| Telgate                | Provincia di Bergamo                | Lombardia             | 24,7%                                                           | India (33,4%)                                                    |
| Pioltello              | Città metropolitana di Milano       | Lombardia             | 24,6%                                                           | Egitto (15,4%)                                                   |
| Prato                  | Provincia di Prato                  | Toscana               | 24,6%                                                           | Repubblica Popolare Cinese (65,5%)                               |

Tabella con i dati regionali della popolazione straniera residente in Italia al 1º gennaio 2023:
| Ordine | Regione                        | Popolazione straniera residente | Percentuale su popolazione totale |
| ------ | ------------------------------ | ------------------------------- | --------------------------------- |
| 1      | Lombardia                      | 1.176.169                       | 11,8                              |
| 2      | Lazio                          | 634.045                         | 11,1                              |
| 3      | Emilia-Romagna                 | 554.041                         | 12,5                              |
| 4      | Veneto                         | 498.127                         | 10,3                              |
| 5      | Piemonte                       | 420.240                         | 9,9                               |
| 6      | Toscana                        | 415.190                         | 11,3                              |
| 7      | Campania                       | 251.996                         | 4,5                               |
| 8      | Sicilia                        | 191.368                         | 4,0                               |
| 9      | Liguria                        | 150.541                         | 10,0                              |
| 10     | Puglia                         | 142.145                         | 3,6                               |
| 11     | Marche                         | 129.067                         | 8,7                               |
| 12     | Friuli-Venezia Giulia          | 116.340                         | 9,7                               |
| 13     | Trentino-Alto Adige / Südtirol | 98.267                          | 9,1                               |
| 14     | Calabria                       | 97.062                          | 5,3                               |
| 15     | Umbria                         | 88.571                          | 10,3                              |
| 16     | Abruzzo                        | 82.904                          | 6,5                               |
| 17     | Sardegna                       | 50.211                          | 3,2                               |
| 18     | Basilicata                     | 24.211                          | 4,5                               |
| 19     | Molise                         | 12.464                          | 4,3                               |
| 20     | Valle d'Aosta / Vallée d'Aoste | 8.382                           | 6,8                               |
|        | ITALIA                         | 5.141.241                       | 8,71                              |

### Appartenenza religiosa

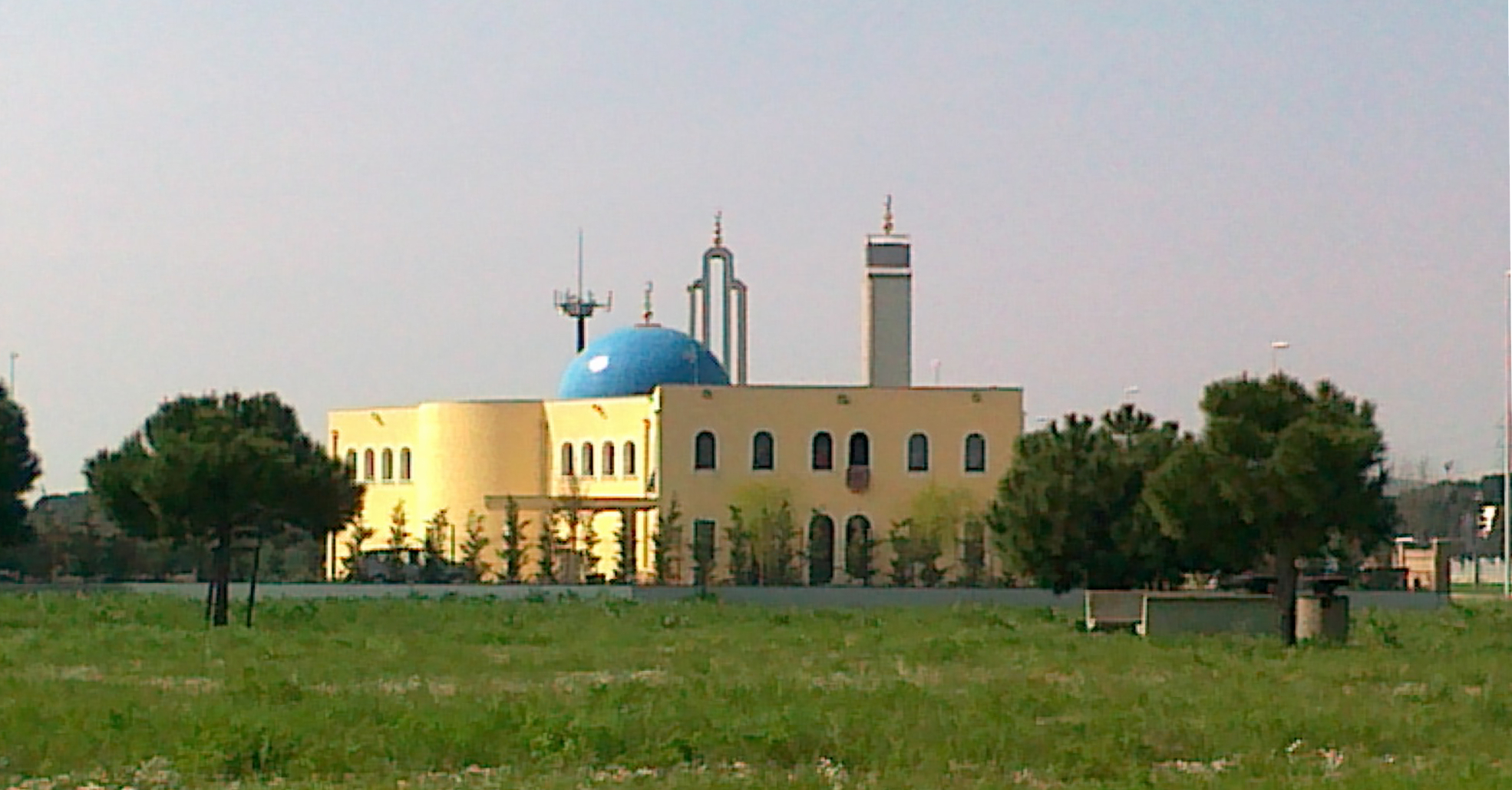
La Moschea di Ravenna

Secondo l'ultima indagine ISTAT, condotta tra il 2011 e il 2012, oltre la metà dei cittadini stranieri residenti in Italia con più di 6 anni di età si dichiara cristiano (56,4%). La seconda comunità religiosa tra gli stranieri è invece costituita dai musulmani (26,3%), mentre i buddisti sono circa il 3% e il 7,1% si dichiara ateo. I 4.570.317 immigrati censiti in Italia a quella data risultavano infatti così suddivisi:
- Cristiani: 2.052.000, di cui:
  - Ortodossi: 983.000, in prevalenza rumeni (62%)
  - Cattolici: 913.000, in prevalenza albanesi, rumeni e sudamericani
  - Protestanti: 98.000, in prevalenza romeni (17%)
- Musulmani: 957.000, in prevalenza marocchini (35%) e albanesi (15%)
- Atei / Non religiosi: 258.000, in prevalenza cinesi (25%) e albanesi (24%)
- Buddisti: 102.000, in prevalenza cinesi (64%)
- Altri: 142.000
- Non risponde: 124.000

Se si considera, invece, la religione alla quale i genitori educano i propri figli (0-5 anni), il 41% dei bambini segue la fede musulmana contro il 37% di cristiani (in prevalenza cattolici e in misura minore ortodossi). Il 6% dei bambini non riceve invece nessuna educazione religiosa.
Secondo il Rapporto Immigrazione di Caritas e Fondazione Migrantes, nel 2021 il 56,2% degli stranieri residenti in Italia erano cristiani, dei quali il 57,5% ortodossi (31% sul totale), il 30,3% cattolici (17% sul totale) e il 5,8% protestanti (3,26% sul totale), il 27,1% musulmani, il 9% atei e agnostici, il 2,8% buddhisti, il 2% induisti, l'1,9% sikh e lo 0,9% di altre fedi.
Secondo il Dossier Statistico Immigrazione del Centro Studi e Ricerche IDOS, nel 2021 gli stranieri residenti in Italia erano composti per il 51,7% da cristiani (dei quali: 55,6% ortodossi, 34,2% cattolici, 8,4% protestanti, 1,5% altri cristiani), per il 33,3% da musulmani, per lo 0,1% da ebrei, per 3,1% induisti, per il 2,4% da buddisti, per l'1,7% da altri. Secondo tale rapporto, gli stranieri atei e agnostici nel 2021 sarebbero invece il 4,8% mentre l'1,7% praticherebbe altre religioni orientali e il 1,3% religioni tradizionali.
|                   | 2021 | 2021      | 2020 | 2020      |
| Religione         | %    | membri    | %    | membri    |
| ----------------- | ---- | --------- | ---- | --------- |
| Cristiani         | 56,2 | 2.900.000 | 54,1 | 2.900.000 |
| - Ortodossi       | 31,0 | 1.600.000 | 29,3 | 1.600.000 |
| - Cattolici       | 17,0 | 866.000   | 20,1 | 1.100.000 |
| - Protestanti     | 3,26 | 166.000   | 3,0  | 166.000   |
| - Copti           | 4,9  | 142.000   | 0,3  | 19.000    |
| - Altri cristiani | 4,9  | 142.000   | 1,3  | 68.000    |
| Musulmani         | 27,1 | 1.400.000 | 29,2 | 1.600.000 |
| Buddhisti         | 2,8  | 144.000   | 3,2  | 174.000   |
| Induisti          | 2,0  | 102.000   | 1,8  | 96.000    |
| Sikh              | 1,9  | 98.000    | 1,0  | 51.000    |
| Altre religioni   | 0,9  | 47.000    | 0,8  | 44.000    |
| Atei e agnostici  | 9,0  | 461.000   | 9,9  | 531.000   |

| Religione                 | 2021 | 2020 | 2019 | 2018 |
| ------------------------- | ---- | ---- | ---- | ---- |
| Cristiani                 | 51,7 | 51,9 | 52,2 | 52,6 |
| - Ortodossi               | 28,7 | 28,9 | 29,2 | 29,6 |
| - Cattolici               | 17.7 | 17,7 | 17,7 | 17,9 |
| - Protestanti             | 4,5  | 4,4  | 4,4  | 4,4  |
| - Altri cristiani         | 0,8  | 0,9  | 0,8  | 0,8  |
| Musulmani                 | 33,3 | 33,2 | 33,0 | 32,7 |
| Ebrei                     | 0,1  | 0,1  | 0,1  | 0,1  |
| Induisti                  | 3,1  | 3,1  | 3,0  | 3,0  |
| Buddhisti                 | 2,4  | 2,3  | 2,3  | 2,3  |
| Altre religioni orientali | 1,7  | 1,7  | 1,6  | 1,6  |
| Religioni tradizionali    | 1,3  | 1,3  | 1,3  | 1,3  |
| Altre religioni           | 1,7  | 1,7  | 1,7  | 1,7  |
| Atei/Agnostici            | 4,8  | 4,8  | 4,7  | 4,7  |

### Età
| Alunni con cittadinanza non italiana nel sistema scolastico italiano Dati: Ministero dell'Istruzione | Alunni con cittadinanza non italiana nel sistema scolastico italiano Dati: Ministero dell'Istruzione | Alunni con cittadinanza non italiana nel sistema scolastico italiano Dati: Ministero dell'Istruzione |
| --- | --- | --- |
| Anno scolastico                                                                                      | Numero                                                                                               | Percentuale sul totale degli alunni                                                                  |
| 2022-2023                                                                                            | 914 860                                                                                              | 11,2%                                                                                                |
| 2021-2022                                                                                            | 872 360                                                                                              | 10,6%                                                                                                |
| 2020-2021                                                                                            | 865 388                                                                                              | 10,3%                                                                                                |
| 2019-2020                                                                                            | 876 801                                                                                              | 10,3%                                                                                                |
| 2018-2019                                                                                            | 857 729                                                                                              | 10,0%                                                                                                |
| 2017-2018                                                                                            | 841 719                                                                                              | 9,7%                                                                                                 |
| 2016-2017                                                                                            | 826 091                                                                                              | 9,4%                                                                                                 |
| 2015-2016                                                                                            | 814 851                                                                                              | 9,2%                                                                                                 |
| 2014-2015                                                                                            | 814 208                                                                                              | 9,2%                                                                                                 |
| 2013-2014                                                                                            | 803 053                                                                                              | 9,0%                                                                                                 |
| 2012-2013                                                                                            | 786 630                                                                                              | 8,9%                                                                                                 |
| 2011-2012                                                                                            | 755 939                                                                                              | 8,4%                                                                                                 |
| 2010-2011                                                                                            | 710 263                                                                                              | 7,9%                                                                                                 |
| 2009-2010                                                                                            | 673 800                                                                                              | 7,5%                                                                                                 |
| 2008-2009                                                                                            | 629 360                                                                                              | 7,0%                                                                                                 |
| 2007-2008                                                                                            | 574 133                                                                                              | 6,4%                                                                                                 |
| 2006-2007                                                                                            | 501 420                                                                                              | 5,6%                                                                                                 |
| 2005-2006                                                                                            | 431 211                                                                                              | 4,8%                                                                                                 |
| 2004-2005                                                                                            | 370 803                                                                                              | 4,2%                                                                                                 |
| 2003-2004                                                                                            | 307 141                                                                                              | 3,5%                                                                                                 |
| 2002-2003                                                                                            | 239 808                                                                                              | 2,7%                                                                                                 |
| 2001-2002                                                                                            | 196 414                                                                                              | 2,2%                                                                                                 |

Nel 2010, gli stranieri residenti in Italia risultavano significativamente più giovani dei cittadini italiani, con un'età mediana di 32,5 anni contro 44,3. Si tratta della quarta comunità straniera più giovane tra i Paesi della U.E. contro la seconda popolazione nazionale più vecchia (dopo la Germania).
Nel 2009 i minorenni erano 932.675 (il 22% del totale) mentre gli stranieri nati in Italia (le cosiddette seconde generazioni) erano ormai 573.000, cioè il 13,5% del totale degli stranieri. In particolare, gli stranieri nati in Italia nel 2010 hanno rappresentato il 14% del totale delle nascite, un'incidenza circa doppia rispetto a quella degli stranieri sul totale della popolazione residente.
La presenza di allievi privi di cittadinanza italiana è in costante aumento nel sistema scolastico italiano, rappresentando oggi il 9%, con punte prossime al 10% nella scuola dell'obbligo. La loro presenza però è concentrata soprattutto nelle regioni settentrionali e in particolare in alcune aree urbane, cosicché in talune scuole la percentuale risulta significativamente più elevata.
Questi alunni rappresentano tutti gli stati del mondo, sebbene il 45% di loro provenga da soli 3 stati (Romania, Marocco e Albania). Circa l'81% di loro proviene da 19 stati (Romania, Albania, Marocco, Cina, Moldavia, Filippine, India, Ucraina, Ecuador, Peru, Tunisia, Pakistan, Macedonia, Egitto, Bangladesh, Senegal, Nigeria, Polonia, Ghana). Quasi la metà di questi alunni, oltre 371.000, sono nati e cresciuti in Italia, parlano l'italiano come prima lingua e/o sono bilingui; essi hanno lo status di "straniero" in base a una legislazione basata principalmente sullo ius sanguinis e non sullo ius soli, vigente e condizionato in pochi paesi europei (per esempio Grecia, Francia, Portogallo, Irlanda, Regno Unito e Finlandia), ma che invece caratterizza quasi tutti gli stati del continente americano.

### Titolo di studio

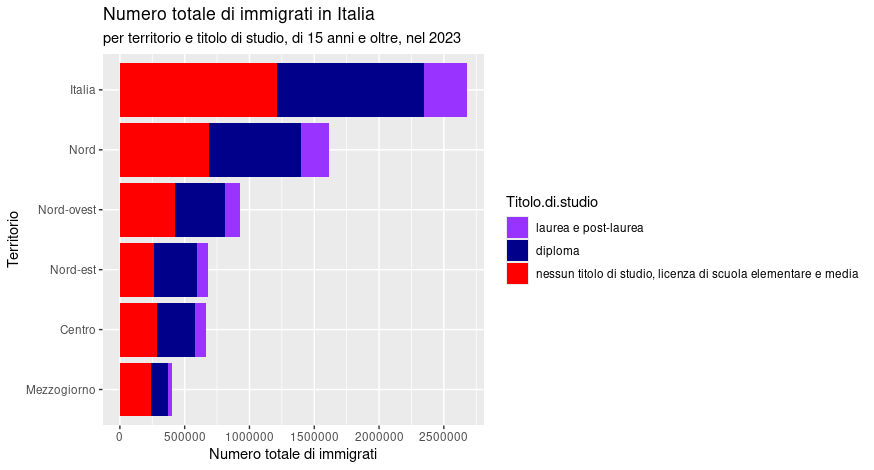
Fonte :[http://stra-dati.istat.it/ Istat

La popolazione straniera residente in Italia ha un livello di istruzione simile a quello della popolazione italiana. Fonti Istat e Banca d'Italia riportano come il 39,4% della popolazione italiana abbia un diploma di scuola media superiore a fronte del 38,9% della popolazione straniera. Gli italiani in possesso di laurea invece si attestano intorno al 12,5% contro il 10,2% degli stranieri.

### Condizione economica

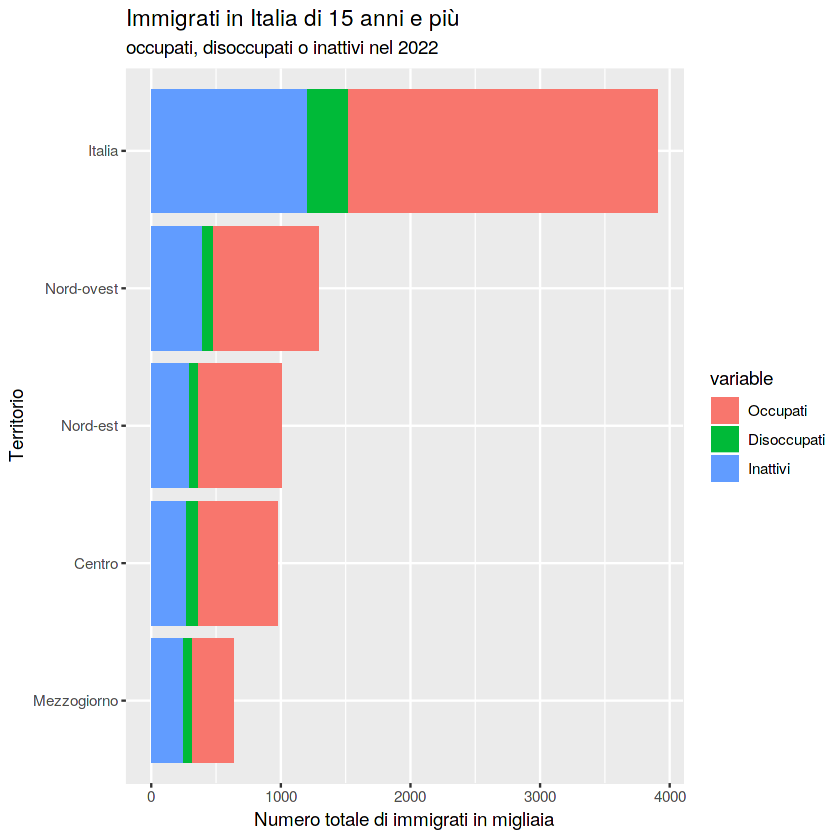
[https://www.kaggle.com/gianlab/gli-immigrati-in-italia-dati-istat?scriptVersionId=16735428 Analisi statistica dell'immigrazione in Italia nel 2022 con dati Istat

Un rapporto dell'Istat relativo agli anni 2008/2009 sugli stranieri nati all'estero e residenti in Italia rileva che due terzi sono immigrati per motivi di lavoro.
Le condizioni economiche delle famiglie straniere sono in generale peggiori di quelle delle famiglie italiane. Infatti, le prime dispongono di un reddito netto mediano di 14.469,00 € contro i 24.631 € dei secondi. Le famiglie con un reddito netto più vicino a quello delle famiglie italiane sono, tra le comunità più numerose, quelle albanesi (70,1% del reddito medio delle famiglie italiane), filippine (68,3%) e cinesi (67,1%). Al contrario, quelle più lontane dal tenore di vita degli italiani sono le famiglie ucraine (40,8%), moldave (48,6%) e romene (47,6%).
| Territorio  | Occupati | Disoccupati | Inattivi | Totale |
| ----------- | -------- | ----------- | -------- | ------ |
| Italia      | 2.382    | 321         | 1.205    | 3.908  |
| Nord-est    | 646      | 66          | 296      | 1.008  |
| Nord-ovest  | 810      | 90          | 392      | 1.292  |
| Centro      | 611      | 93          | 271      | 975    |
| Mezzogiorno | 315      | 72          | 246      | 633    |

Nel complesso, quasi la metà (49,1%) delle famiglie composte da soli stranieri è a rischio povertà (tale percentuale è il 17,4% per le famiglie di soli italiani). Come nel caso degli italiani, tuttavia, il rischio povertà è considerevolmente più elevato al Sud che al Centro o al Nord.
Tuttavia, le condizioni economiche degli stranieri migliorano con l'allungarsi della permanenza in Italia. Infatti, il reddito di una famiglia di soli stranieri residente nel Paese da più di 12 anni è in media superiore del 40% rispetto a quello di una famiglia arrivata da soli due anni. Inoltre, le entrate delle famiglie straniere dipendono per oltre il 90% da redditi da lavoro, mentre per le famiglie italiane tale quota si attesta solo al 63,8%. I redditi da capitale incidono appena per l'1,1% (contro il 5,5%) e le pensioni contano solo per l'1,9% (contro quasi il 30% delle famiglie italiane). Da osservare anche che il possesso di una laurea si traduce, in media, in un reddito solo dell'8% più elevato rispetto a quello di chi possiede la licenza elementare. Gli italiani laureati, al contrario, guadagnano in media il 75% in più di quelli con una licenza elementare.

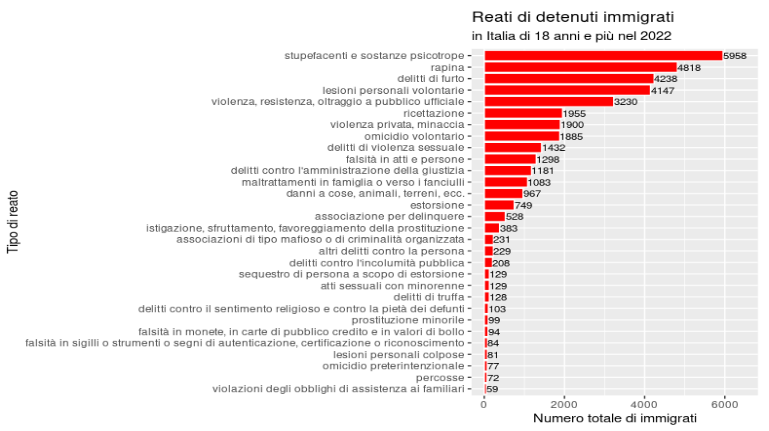
[https://www.kaggle.com/gianlab/gli-immigrati-in-italia-dati-istat?scriptVersionId=16735428 Analisi statistica dell'immigrazione in Italia nel 2022 con dati Istat

I principali reati compiuti dagli immigrati detenuti riguardano lo spaccio di droga, la rapina e i delitti legati al furto. Il seguente grafico riguarda i reati compiuti da detenuti immigrati che si trovano nelle carceri italiane.

### Stranieri irregolari
I dati delle statistiche ufficiali basate sulla residenza, come è ovvio, non comprendono i numerosi stranieri che dimorano illegalmente sul territorio nazionale. La Fondazione Ismu-Iniziative e studi sulla multietnicità stima la presenza di stranieri irregolari presenti sul territorio italiano al 1º gennaio 2014 in 300.000 unità (pari al 6% in proporzione alla popolazione straniera regolare), la stessa fondazione stimava gli irregolari in 500.000 unità nel 2003 e in 326.000 nel 2012.
In Italia l'immigrazione irregolare è alimentata soprattutto dagli overstayers, tutti quegli stranieri che, entrati nel Paese regolarmente, restano dopo la scadenza del visto o dell'autorizzazione al soggiorno: un fenomeno che ha raggiunto - secondo dati ufficiali del Ministero dell'Interno - il 60% del totale degli immigrati irregolari nel 2005 (il 63% nel primo semestre del 2006). Un altro 25% circa degli immigrati irregolari giunge illegalmente da altri Paesi Schengen, approfittando dell'abolizione dei controlli alle frontiere interne (il 24% nei primi sei mesi del 2006). Soltanto il 15% dell'immigrazione irregolare arriva dalle rotte del Mediterraneo.

### Sbarchi
Numero di persone sbarcate in Italia per anno.
| Mese      | Anni   | Anni    | Anni    | Anni    | Anni    | Anni   | Anni   | Anni   | Anni   | Anni    | Anni    | Anni   |       |
| Mese      | 2013   | 2014    | 2015    | 2016    | 2017    | 2018   | 2019   | 2020   | 2021   | 2022    | 2023    | 2024   | 2025  |
| --------- | ------ | ------- | ------- | ------- | ------- | ------ | ------ | ------ | ------ | ------- | ------- | ------ | ----- |
| Gennaio   | 217    | 2.171   | 3.528   | 5.273   | 4.468   | 4.182  | 202    | 1.342  | 1.039  | 3.035   | 4.963   | 2.258  | 3.479 |
| Febbraio  | 232    | 3.335   | 4.354   | 3.828   | 8.971   | 1.065  | 60     | 1.211  | 3.994  | 2.439   | 9.469   | 2.301  | 3.329 |
| Marzo     | 1.075  | 5.459   | 2.283   | 9.676   | 10.853  | 1.049  | 262    | 241    | 2.395  | 1.358   | 13.216  | 6.857  | 2.407 |
| Aprile    | 1.838  | 15.679  | 16.056  | 9.149   | 12.943  | 3.171  | 255    | 671    | 1.585  | 3.929   | 14.507  | 4.721  | 6.578 |
| Maggio    | 1.031  | 14.599  | 21.232  | 19.957  | 22.993  | 3.963  | 782    | 1.654  | 5.679  | 8.720   | 8.153   | 4.976  | 7.178 |
| Giugno    | 3.523  | 22.642  | 23.241  | 22.339  | 23.526  | 3.147  | 1.218  | 1.831  | 5.840  | 8.152   | 15.164  | 4.902  | 7.089 |
| Luglio    | 5.980  | 24.026  | 22.846  | 23.552  | 11.461  | 1.969  | 1.088  | 7.067  | 8.609  | 13.802  | 23.638  | 7.465  |       |
| Agosto    | 7.345  | 24.776  | 22.610  | 21.294  | 3.920   | 1.531  | 1.268  | 5.322  | 10.269 | 16.822  | 25.664  | 8.526  |       |
| Settembre | 9.388  | 26.122  | 15.922  | 16.975  | 6.282   | 947    | 2.498  | 4.386  | 6.919  | 13.533  | 19.149  | 7.685  |       |
| Ottobre   | 8.250  | 15.264  | 8.915   | 27.384  | 5.984   | 1.007  | 2.017  | 3.477  | 7.097  | 13.251  | 10.277  | 5.722  |       |
| Novembre  | 1.362  | 9.295   | 3.219   | 13.581  | 5.641   | 980    | 1.232  | 5.360  | 9.517  | 9.058   | 8.317   | 8.124  |       |
| Dicembre  | 2.681  | 6.732   | 9.636   | 8.428   | 2.327   | 359    | 589    | 1.571  | 4.534  | 10.799  | 5.237   | 2.780  |       |
| Totale    | 49.925 | 170.100 | 153.842 | 181.436 | 119.369 | 23.370 | 11.471 | 34.134 | 67.477 | 105.140 | 157.652 | 66.317 |       |

A sbarcare sulle coste italiane attraversando irregolarmente i confini marittimi sono sia rifugiati in fuga da conflitti armati o persecuzioni e aventi diritto di asilo, sia migranti economici in cerca di migliori condizioni di lavoro. Negli ultimi anni, i principali Paesi d'imbarco dei migranti sono quelli del Nordafrica - soprattutto Libia, Tunisia ed Egitto, ma anche Turchia e Grecia.

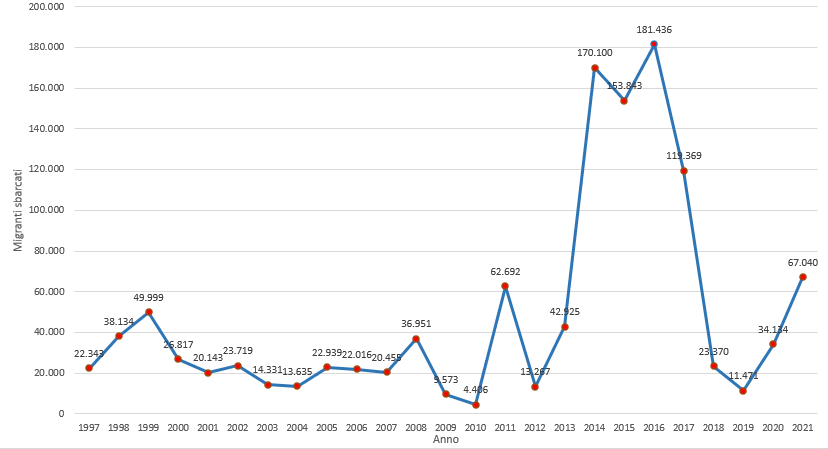
Numero di migranti sbarcati in Italia, 1997-2021

Il numero degli arrivi dalla fine degli anni novanta è altalenante. Due picchi sono stati raggiunti nel 1999 (49.999 arrivi) e nel 2008 (36.951 arrivi). Nel 2009-2010, anche a seguito degli accordi stipulati dal governo Berlusconi con il governo di Gheddafi in Libia, gli arrivi si sono ridotti a un minimo di 9.573 nel 2009 e 4.406 nel 2010. I respingimenti dei migranti intercettati in mare dall'Italia e riportati in Libia in base agli accordi con Gheddafi hanno procurato all'Italia una condanna della Corte europea dei diritti umani nel 2012, per violazione del divieto di espulsioni collettive e per aver esposto i migranti a trattamenti inumani e degradanti in Libia e al rischio di essere rimpatriati dalla Libia in Paesi d'origine non sicuri. Nel 2011, con l'inizio delle primavere arabe in Tunisia, Libia ed Egitto, si è avuto un nuovo picco di 62.692 arrivi, per quasi la metà provenienti dalla Tunisia.

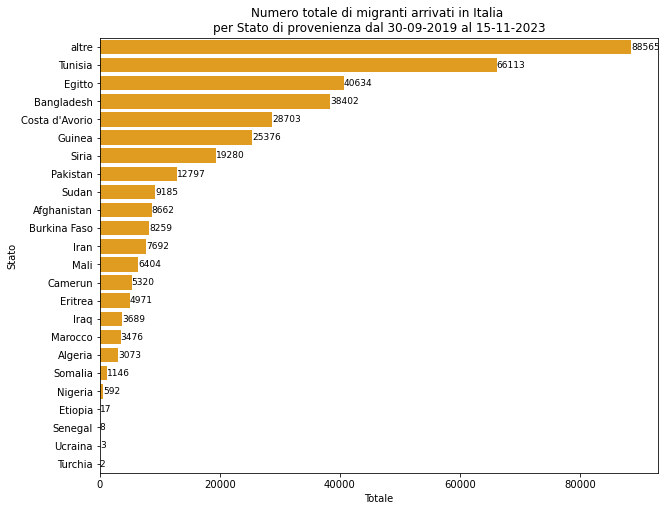
Fonte: https://datibenecomune.substack.com/p/il-numero-zero

Dal 2014, con lo scoppio della seconda guerra civile in Libia e la crisi dei rifugiati siriani, si è verificato un nuovo marcato incremento degli sbarchi. Nel 2014 sono sbarcati sulle coste italiane 170.100 rifugiati e migranti (su un totale di 220.194 che sono giunti nella U.E. attraversando irregolarmente il Mediterraneo nel 2014), in crescita rispetto al 2013 (42.925 sbarcati). 141.484 degli sbarcati in Italia nel 2014 erano partiti dalle coste della Libia, 15.283 dalle coste dell'Egitto e 10.340 dalle coste della Turchia. I principali Paesi di cittadinanza degli sbarcati erano Siria (42.323), Eritrea (34.329), Mali (9.908), Nigeria (9.000), Gambia (8.691), Somalia (5.756) ed Egitto (4.095). L'incremento negli sbarchi si doveva sia al maggior numero di rifugiati provenienti in particolare dalla Siria a causa della guerra civile siriana, sia alla maggiore facilità e urgenza di partire dalle coste libiche a causa della situazione di anarchia creata dalla guerra civile in Libia, essa stessa storicamente un Paese non solo di transito, ma anche di destinazione per i migranti economici africani. Molti degli sbarcati erano in cerca di asilo, in particolare siriani ed eritrei, le cui domande di asilo in Europa esaminate nel 2014 sono state accolte positivamente per il 95% e per l'89% dei casi, rispettivamente. Tuttavia, solo pochissimi siriani ed eritrei hanno presentato domanda di asilo in Italia (500 e 480, rispettivamente), mentre la maggior parte ha proseguito verso il Nord Europa (Germania e Svezia in particolare), nonostante il regolamento di Dublino preveda che i richiedenti asilo debbano presentare domanda di asilo nel primo Paese d'arrivo. Nel 2015, i rifugiati e migranti sbarcati in Italia sono stati 153.842, il 9% in meno rispetto al 2014. Salvo una drastica riduzione del numero di rifugiati siriani, spostatisi sulla rotta dalla Turchia alle coste della Grecia (dove nel 2015 sono sbarcati 856.723 rifugiati e migranti nel contesto della crisi europea dei rifugiati), le principali nazionalità dichiarate al momento dello sbarco sono rimaste Eritrea (38.612), Nigeria (21.886), Somalia (12.176), Sudan (8.909), Gambia (8.123), Siria (7.444) e Mali (5.752). Nel 2016 sono sbarcate 181.436 persone: i migranti di nazionalità nigeriana (37.551) hanno superato quelli di nazionalità eritrea (20.718), con un generale aumento dei migranti originari dell'Africa occidentale (13.342 dalla Guinea, 12.396 dalla Costa d'Avorio, 11.929 dal Gambia, 10.327 dal Senegal, 10.010 dal Mali), seguiti da Sudan (9.327), Bangladesh (8.131) e Somalia (7.281). Dal luglio 2017 gli sbarchi sono iniziati a calare sensibilmente, in seguito a diversi accordi bilaterali con i governi di Libia e Niger, le tribù libiche del Fezzan e alcune milizie operanti nella zona di Sabratha.

### Richiedenti asilo e rifugiati
Da non confondersi con la maggioranza degli stranieri, immigrati in Italia quasi sempre per motivi economici, i richiedenti asilo sono stranieri che hanno presentato all'Italia richiesta di protezione e ospitalità in base alle convenzioni internazionali, perché perseguitati nel loro paese di origine per le loro opinioni politiche, appartenenza a un gruppo religioso, appartenenza a una determinata classe sociale, appartenenza etnica, o provenienti da zone di guerra totalmente insicure, o oggetto di discriminazioni o persecuzioni. Dal momento che la richiesta di asilo va presentata nel territorio dello Stato a cui si richiede asilo e che le leggi italiane ed europee non prevedono vie di ingresso regolari per coloro che intendono presentare richiesta di asilo, i richiedenti asilo arrivano per lo più in maniera irregolare, attraverso gli sbarchi sulle coste italiane. In base alla convenzione di Ginevra sui rifugiati (1951), i richiedenti asilo non possono essere respinti ai confini se sono a rischio di persecuzione o di altri gravi danni. Coloro la cui richiesta è stata accolta positivamente ricevono lo status di rifugiato o altra forma di protezione internazionale (protezione sussidiaria o umanitaria), mentre i restanti possono essere rimpatriati. Se nella categoria dei rifugiati rientravano nel secolo scorso prima persone rimpatriate da ex colonie italiane (accusati di collaborazionismo con i colonizzatori italiani) e poi persone perseguitate nell'Est Europa per l'opposizione ai regimi comunisti ivi allora imperanti, nel nuovo secolo la provenienza è prevalentemente da stati in guerra o autoritari, soprattutto Eritrea, Somalia e Afghanistan, non senza la presenza di perseguitati per motivi politici o religiosi.

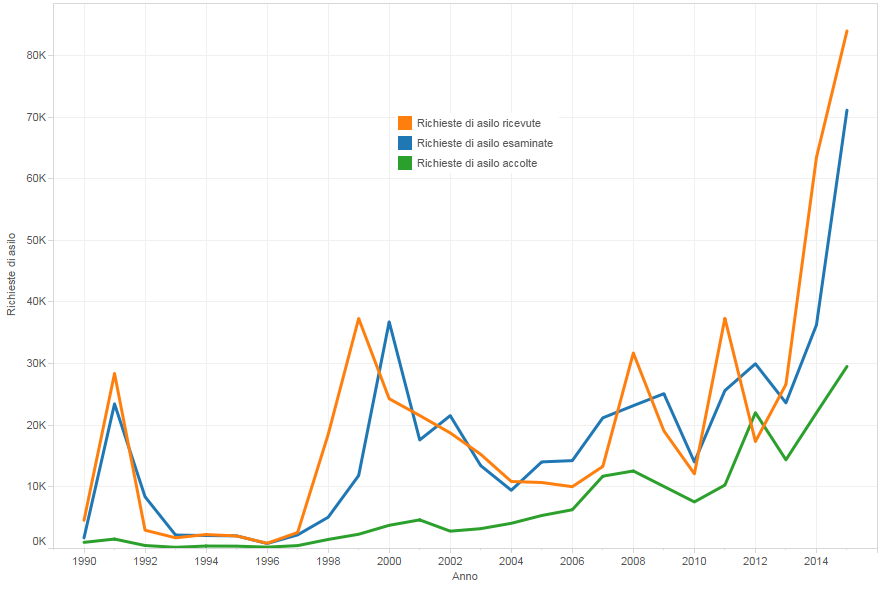
Richieste di asilo in Italia,1990-2015. In arancione, le richieste di asilo ricevute; in blu, le decisioni prese sulle richieste di asilo presentate; in verde, le decisioni che hanno avuto esito positivo, col riconoscimento dello status di rifugiato o altra forma di protezione internazionale.

Tra il 1990 e il 2015, l'Italia ha ricevuto 517.720 richieste d'asilo, riconoscendo lo status di rifugiato o altra forma di protezione internazionale a 178.788 richiedenti asilo. 
Secondo l'UNHCR, il numero totale di rifugiati residenti in Italia alla fine del 2015 era di 118.047 unità, meno che in Germania (316.113), Francia (273.126), Svezia (169.520) e Regno Unito (123.067). I primi cinque Paesi di cittadinanza dei rifugiati in Italia erano Somalia (13.068), Afghanistan (12.203), Eritrea (11.962), Nigeria (9.931) e Pakistan (9.202).
Il 2014 è stato, sia in Italia, sia nel resto d'Europa, un anno record per il numero di nuove richieste di asilo. In Italia sono state presentate 64.625 richieste di asilo (rispetto alle 26.620 del 2013), su un totale di 625.920 richieste di asilo in tutta l'U.E. (rispetto alle 431.090 del 2013); hanno avuto più richieste di asilo dell'Italia la Germania (202.645) e la Svezia (81.180). Le prime cinque nazionalità dei richiedenti asilo in Italia nel 2014 sono state Nigeria (10.135), Mali (9.790), Gambia (8.575), Pakistan (7.150) e Senegal (4.675). Alla fine del 2014, nelle strutture di accoglienza per richiedenti asilo in Italia erano ospitate 66.066 persone. Nel 2015, le richieste di asilo sono state 83.970; al 31 dicembre 2015 i richiedenti asilo ospitati nelle strutture di accoglienza erano 103.792.
Nel 2014 ci sono state in Italia 35.180 decisioni in prima istanza sulle richieste di asilo presentate (sia nello stesso anno, sia precedentemente): di queste, 20.580 (59%) hanno avuto esito positivo, col riconoscimento dello status di rifugiato o di altra forma di protezione internazionale, mentre le restanti 14.600 sono state respinte. Hanno accolto positivamente più richieste di asilo dell'Italia la Germania (47.555), la Svezia (33.025) e la Francia (20.640). Le prime tre nazionalità di coloro che hanno ottenuto lo status di rifugiato o altra forma di protezione internazionale in Italia nel 2014 sono state Pakistan (2.420), Afghanistan (2.400) e Nigeria (2.145).
Nel 2015 sono state prese 71.110 decisioni sulle richieste di asilo presentate; di queste, 29.535 (41%) hanno avuto esito positivo, mentre il 53% sono state respinte.

## L'immigrazione nel cinema
Negli ultimi anni, l'immigrazione è diventata un tema ricorrente nel cinema italiano, fino quasi a rappresentarne un genere a parte. Uno dei primi film ad affrontare le problematiche relative all'immigrazione, in quel caso albanese, è stato Lamerica di Gianni Amelio (1994). Nell'ultimo decennio in particolare, tra i film incentranti su tematiche migratorie si trovano Quando sei nato non puoi più nasconderti di Marco Tullio Giordana (2005), Le ferie di Licu di Vittorio Moroni (2006), Cover-boy di Carmine Amoroso (2006), Bianco e nero di Cristina Comencini (2008), Cose dell'altro mondo di Francesco Patierno, Il villaggio di cartone di Ermanno Olmi (2011), Terraferma (2011) di Emanuele Crialese e Con il sole negli occhi (2015) di Pupi Avati. Il regista veneziano Andrea Segre si è spesso concentrato sui temi relativi all'immigrazione nei suoi documentari (tra cui Come un uomo sulla terra, diretto insieme a Riccardo Biadene e Dagmawi Yimer nel 2008), fino a dirigere e presentare alla 68ª Mostra internazionale d'arte cinematografica di Venezia il suo primo lungometraggio di fiction, Io sono Li (2011). È da notare che la maggior parte dei film sull'immigrazione sono realizzati da registi italiani, non essendoci ancora in Italia una generazione di cineasti di seconda generazione.

## Media etnici
I media etnici sono una tra le fonti principali di informazione degli immigrati in Italia.
Già nel 2010 si registravano numerose testate multilingue, alcune delle quali appoggiate a grossi gruppi editoriali come per esempio L'Espresso (la Repubblica e Gazzetta di Reggio) oppure portali a grossa diffusione come Stranieri in Italia, network etnico fondato nel 2000 con 22 testate in lingua diffuse in tutta Europa.
Babel TV è il primo canale televisivo in Italia dedicato ai temi dell'immigrazione.
Nato nel 2010 sulla piattaforma digitale di Sky, dal 2014 trasmette solo su digitale terrestre.
Le principali fonti di informazione online sono Ethnoland, rivista bimestrale di informazione e di servizi, stringer.it e il citato Stranieri in Italia, presente sul web con il portale e la rete di siti in lingua.

## Costi
La Corte dei Conti ha calcolato che al 2016 il costo medio per l'accoglienza di un singolo migrante variava tra i 30 e i 35 euro al giorno. La spesa per l'accoglienza dei migranti nel 2018 (centri di prima accoglienza, SPRAR e hotspot) è ammontata a 4.7 miliardi di euro, cifra che il governo italiano ha chiesto all'Unione Europea e ottenuto di escludere dal computo del debito pubblico ai fini del Fiscal Compact (tale somma non include la spesa a favore degli italiani non migranti che vivono al di sotto della soglia di povertà).
Il 95% della spesa degli SPRAR dal Ministero dell'Interno attingendo al Fondo Nazionale per le Politiche e i Servizi dell'asilo. Il massimale di 35 euro/giorno è erogato dal Ministero non direttamente ai rifugiati, bensì agli SPRAR ospitanti (tipicamente gestiti da laici o da Chiese cristiane
Nel 2022 il Decreto Sicurezza del ministro Salvini tagliò gli importi dei CAS (Centri di accoglienza straordinaria), secondo tre schemi di contratto: uno per i centri composti da singole unità abitative (21,35 euro pro-die/pro-capite), uno per i centri collettivi fino a 50 posti (26,35 euro pro-die/pro-capite), e uno per i centri collettivi da 51 a 300 posti (25,25 euro pro-die/pro-capite).